# Олимпиодор Млади
Олимпиодор Млади (на старогръцки: Ὀλυμπιόδωρος ὁ Νεώτερος; на латински: Olympiodorus) (495 – 570 г.) e неоплатонически философ, последният философ от платоническата и неоплатоническата традиция в Александрия, след Юстиниановия декрет от 529 г., който затваря Платоновата академия. 
Той бил ученик на Амоний Хермий в неоплатоническата школа в Александрия и го наследява на ръководния пост след неговата смърт ок. 520 г. 
Автор на редица съчинения, сред които биография на Платон и коментари върху негови диалози, както и коментари върху някои трактати на Аристотел. Оставил е важни свидетелства за философията на Ямблих.
Наречен е Олимпиодор Млади, защото преди него е живял философът Олимпиодор Стари, учител на Прокъл.